# Новосельцевське сільське поселення
Новосе́льцевське сільське поселення (рос. Новосельцевское сельское поселение) — сільське поселення у складі Парабельського району Томської області Росії.
Адміністративний центр — село Новосельцево.
Населення сільського поселення становить 824 особи (2019; 905 у 2010, 976 у 2002).

## Склад
До складу сільського поселення входять:
| Населений пункт          | Населення, осіб (2002) | Населення, осіб (2010) |
| ------------------------ | ---------------------- | ---------------------- |
| Басмасово, село          | 22                     | 9                      |
| Верхня Чигара, присілок  | 17                     | 9                      |
| Ласкино, присілок        | 1                      | 0                      |
| Мале Нестерово, присілок | 182                    | 177                    |
| Нижня Чигара, присілок   | 161                    | 178                    |
| Новосельцево, село       | 571                    | 523                    |
| Перемітіно, присілок     | 22                     | 9                      |